# Selig sind die Toten
Selig sind die Toten (Bénis sont les morts) est une citation de la Bible souvent utilisée dans la musique de funérailles des compositeurs allemands.
Le texte se trouve dans Apocalypse 14:13, et dans la Bible de Martin Luther : Selig sind die Toten, die in dem Herrn sterben von nun an (Heureux dès à présent ceux qui sont morts dans le Seigneur).
Les exemples les plus connus sont ceux de Johannes Brahms dans le mouvement final de son Requiem allemand et de Heinrich Schütz dans son Musikalische Exequien (SWV 391). C'est une pièce très appréciée des chorales amateurs.
Parmi les compositeurs qui ont fait usage de cette citation on compte Johann Hermann Schein, Gottfried Scheidt (en), Karl Piutti, Carl Philipp Emanuel Bach, Georg Philipp Telemann et Felix Mendelssohn (op. 115 n. 1)
Johann Sebastian Bach reprit les mots dans un récitatif de la cantate O Ewigkeit, du Donnerwort, BWV 60.